# EC 1.17
La EC 1.17 è una sottoclasse della classificazione EC relativa agli enzimi. Si tratta di una sottoclasse delle ossidoreduttasi che include enzimi che agiscono su gruppi CH o CH2.

## Sotto-sottoclassi
Esistono cinque ulteriori sotto-sottoclassi:
- EC 1.17.1: con NAD o NADP come accettore di elettroni;
- EC 1.17.3: con ossigeno come accettore;
- EC 1.17.4: con disolfuro come accettore;
- EC 1.17.5: con chinone o molecole simili come accettore;
- EC 1.17.99: con altri accettori.